# Odilon Lobato
Odilon Lobato foi um político brasileiro do estado de Minas Gerais. Atuou como deputado estadual em Minas Gerais durante a 4ª legislatura (1959-1963), como suplente. 